# Michael Meyen
Michael Meyen (* 1967 in Bergen auf Rügen) ist ein deutscher Kommunikationswissenschaftler. Seit 2002 ist er Professor für Allgemeine und Systematische Kommunikationswissenschaft an der Ludwig-Maximilians-Universität München. Aufgrund seiner umstrittenen Positionierungen und Publikationen u. a. im Bereich der Verschwörungsideologien und des Querdenker-Spektrums ist er häufig Teil von Kontroversen.

## Werdegang
Meyens Mutter war Lehrerin für Russisch und Geschichte und Mitglied der SED, sein Vater Ingenieur für Wasserbau. Meyens früher Berufswunsch war es, Sportreporter zu werden.
1985 absolvierte er ein zweimonatiges Volontariat. Anschließend leistete er freiwillig drei Jahre Wehrdienst. In dieser Zeit wurde er in die SED aufgenommen. 1988 begann er ein Journalistik-Studium an der Karl-Marx-Universität Leipzig, das er 1992 abschloss. Von 1991 bis 1997 arbeitete er als Journalist und Nachrichtenredakteur in der Tagespresse, beim Hörfunk und beim Teletext. 1995 wurde er in Leipzig promoviert. Seine Dissertation untersuchte Leipzigs bürgerliche Presse in der Weimarer Republik. Wechselbeziehungen zwischen gesellschaftlichem Wandel und Zeitungsentwicklung. Sie erschien im Rahmen der Hochschulschriften des Rosa-Luxemburg-Vereins 1996 im GNN-Verlag. 2001 folgte die Habilitation zum Thema Mediennutzung. Mediaforschung, Medienfunktionen, Nutzungsmuster.
Er war Lehrbeauftragter an den Universitäten Leipzig (1995 bis 2001) und Halle (2000/2001). Seit 2002 ist er Professor für Allgemeine und Systematische Kommunikationswissenschaft an der Ludwig-Maximilians-Universität München. Schwerpunkte seiner Forschung und Lehre sind Journalismus und Medienorganisation, Mediengeschichte der DDR, Fachgeschichte der Kommunikationswissenschaft und qualitative Methoden in der Kommunikationsforschung.
Die Landesanwaltschaft in München teilte im Juli 2023 mit, dass sie ein Disziplinarverfahren gegen den verbeamteten Meyen eingeleitet habe. Siehe Abschnitt #Mitherausgeber Demokratischer Widerstand.

## Publikationen

### Klassiker der Kommunikationswissenschaft (2006)
Laut Wolfgang Langenbucher veröffentlichte Meyen mit diesem Lehrbuch die erste Gesamtdarstellung seit Otto Groth 1948. Langenbucher rezensierte, es sei zwar keine Monographie nach Otto Groths Anspruch und Rang. „Es ist auch nicht die monografische Summe des immerhin vorliegenden fachgeschichtlichen Wissens aus den letzten hundert Jahren. Aber das umfassende, theoretische wie fachgeschichtliche Wissen, das in diesen Porträts nachlesbar ist, ist von Seite zu Seite der Beleg dafür, wie gewinnbringend der systematische Blick nach rückwärts sein kann.“

### Wir haben freier gelebt (2013)
Hartmut M. Griese sieht Meyens Buch als wertvolle Analyse entlang einem von Chomsky und Foucault geprägten theorielastigen und wenig empirischen Blick. Diese Analyse gibt in begrenztem Maße Aufschluss über die tatsächliche Verdrängung wichtiger Anteile des Gedächtnisses der DDR-Realität. Berger und Luckmanns Werk wäre nach Grieses Meinung als Ansatz noch aufschlussreicher gewesen. Meyen untersucht die Sicht einer begrenzten Auswahl von Medien auf die DDR, die vom „Diktaturgedächtnis“, vom „Arrangementgedächtnis“ oder vom „Fortschrittsgedächtnis“ bestimmt seien. Typologisch werden Autoren in „Ankläger“, „Ostalgiker“, „Grübler“, „Nachdenkliche“, „Idealisten“, „Träumer“, „Ignorante“ und „Distanzierte“  eingeteilt, wobei fünf Faktoren bestimmend sind: Erfahrungen vor der Wiedervereinigung, die Generation, die Herkunft, die heutige Situation und Kontakte zu „signifikanten Anderen“. Griese sieht das Fazit Meyens darin, dass das kommunikative Gedächtnis der Deutschen gestört sei, „weil sie sich über diesen Teil ihrer Vergangenheit nicht unterhalten können“. Ein negatives DDR-Bild entwerte ostdeutsche Biographien und „zementiert so nicht nur die Herrschaft westdeutscher Eliten, sondern auch gesellschaftliche Strukturen, die nach 1945 auf den Fundamenten Individualismus, Zivilcourage und Vergangenheitsbewältigung errichtet worden seien“. Alle Inhalte verschwänden aus dem kollektiven Gedächtnis, die nicht mit dem herrschenden Diskurs vereinbar seien, damit sieht er den „Sieg der Ideologien über die Realität“ vollzogen.

### Das Erbe sind wir (2020)
Nach Darstellung Thomas Großmanns stellt Meyen in seinem teilweise autobiografischen Werk mit dem Untertitel Warum die DDR-Journalistik zu früh beerdigt wurde. Meine Geschichte vier Thesen dar: Die Journalistik der Leipziger Universität zwischen 1948 und 1990 sei viel besser als ihr Ruf in Ost und West gewesen. Die Reformkonzepte für eine Journalistenausbildung seit dem Herbst 1989 wären auch ein Gewinn für das vereinigte Deutschland gewesen. Der „hegemoniale Diktaturdiskurs“ in Bezug auf die DDR habe pauschal Menschen und ihre Leistungen entwertet und Auseinandersetzungen mit der Leipziger Journalistik während und nach der deutschen Einheit verhindert. Die vierte These betrifft den Aufstieg der AfD und die Glaubwürdigkeitskrise der Medien als Folge dieser Entwertung.

### Die Propaganda-Matrix (2021)
Nach Auffassung Stephan Ruß-Mohls entwickelt Meyen in seinem ersten Bestseller unter Berufung auf Walter Lippmann, Edward Bernays und in Anlehnung an Noam Chomsky, Jacques Ellul und Michel Foucault ein Modell öffentlicher Kommunikation „aus vier Arenen“: „Die Diskursordnung, die Medienlogik, die Medialisierung und das journalistische Feld nehmen Einfluss auf all das, was zusammengenommen die ‚Medienrealität‘ ergibt.“ In allen vier Arenen gebe es Gegner der Freiheit, die die „Techniken der Affekt- und Meinungsmanipulation“ beherrschten.

## Medienkritik
Meyen kritisiert eine von ihm wahrgenommene gezielte Einflussnahme von Medien auf die Gesellschaft und beschreibt, dass die „Mächtigen“ die Kommunikation im Internet „kontrollieren“ würden.
Im Zuge der COVID-19-Pandemie in Deutschland warf Meyen den Medien vor, mit der ständigen Berichterstattung über COVID-19 einen politischen Handlungsdruck erzeugt zu haben und so für den zweiten Lockdown mitverantwortlich gewesen zu sein und abweichende Meinungen nicht zu berücksichtigen.
Am 25. März 2021 wurde in den Zeitungen Die Welt und Der Freitag im Kontext der Debatte über die Corona-Politik ein „Manifest der offenen Gesellschaft“ veröffentlicht, dessen Unterzeichner unter anderem Meyen war. Dieser sieht in seinem Statement zum Manifest die Notwendigkeit eines Raumes der offenen Gesellschaft zur Verhandlung von Themenkomplexen ohne Vorurteilsbildung („Verschwörer“, „Nazi“, „Antisemit“) und ohne Angst um Leib und Leben haben zu müssen.
Im Oktober 2021 beteiligte Meyen sich an Volker Bruchs YouTube-Video-Aktion #allesaufdentisch und äußerte sich kritisch zu journalistischen Faktencheckern, die er als Propagandamaschinen bezeichnete.

## Kontroversen

### Nähe zu BDS und „Coronarebellen“
Nach einem Beschluss des Münchner Stadtrats aus dem Jahr 2017, der Boycott,-Divestment-and-Sanctions-Kampagne keine städtischen Räumlichkeiten mehr zur Verfügung zu stellen, hatte Meyen mit anderen zunächst einen Antrag gestellt, einer Klage dagegen beizutreten. Der Antrag wurde dann während der Verhandlung vor Gericht zurückgezogen.
Am 7. November 2018 fand eine durch den Lehrbereich Meyen geplante Veranstaltung in der Ludwig-Maximilians-Universität unter dem Titel „Israel, Palästina und die Grenzen des Sagbaren“ zusammen mit Andreas Zumach statt. Mehrere Organisationen, darunter der Verband der Jüdischen Studenten in Bayern und die Jewish Agency hatten den Präsidenten der LMU, Bernd Huber, in einem offenen Brief dazu aufgefordert, die Veranstaltung abzusagen. Am 1. Dezember 2020 erschien ein Online-Text der Münchner Organisation „Linkes Bündnis gegen Antisemitismus“ mit dem Titel „Michael Meyen und das Antisemitismusproblem an der LMU München“. Der Text befasste sich mit Meyens Aktivitäten, Veröffentlichungen und Äußerungen und setzte sich in kritischer Weise mit „Meyens Verbindungen“ mit der Kampagne Boycott, Divestment and Sanctions, mit seinem Kontakt zum Aktivisten und Verschwörungstheoretiker Ken Jebsen, der Zusammenarbeit mit dem Online-Magazin Rubikon sowie mit Meyens Annäherung an „Corona-Rebellen“ auseinander. Meyen ging gegen die Veröffentlichung von insgesamt acht Äußerungen gerichtlich vor und bekam vor dem Landgericht teilweise recht. Das Gericht erachtete eine der Aussagen für persönlichkeitsverletzend, bei vier weiteren gestand es das für Teiläußerungen zu, drei Äußerungen hielt es für zulässig.

### Forum für „fragwürdige Ansichten“
Laut einem Artikel der Süddeutschen Zeitung vom 25. Mai 2020 hat Meyen in einem von ihm herausgegebenen Blog „Medienrealität“ „fragwürdigen Ansichten ein Forum“ geboten und Ken Jebsen „als professionellen Journalisten kennengelernt“. Die Leitung des Instituts für Kommunikationswissenschaft (IfKW) der LMU München hatte sich als Reaktion auf den Artikel öffentlich von dem Blog und den dort herausgegebenen Positionen distanziert. Meyen bezeichnete den SZ-Artikel als Beispiel dafür, wie Kritiker „delegitimiert“ würden. Er verklagte die Süddeutsche Zeitung auf Unterlassung und verlor in zwei Instanzen.

### Vorwurf der Verbreitung von Verschwörungsmythen
Am 10. Februar 2022 veröffentlichte Zeit Campus einen Artikel, in dem behauptet wird, Meyen verbreite Verschwörungsmythen. Es wird die Frage gestellt, warum er überhaupt noch lehren dürfe. Sein Buch Die Propagandamatrix sei eine Verschwörungserzählung, „gespickt mit unseriösen Fußnoten. Es wird ein Spiegel-Bestseller, der erste in Meyens Karriere.“

### MitherausgeberDemokratischer Widerstand
Von März bis April 2023 war Meyen Mitherausgeber der Zeitung Demokratischer Widerstand, in der er bereits zuvor regelmäßig publizierte. Die Professoren des Instituts für Kommunikation und Medienforschung, an dem Meyen lehrt, nahmen diesen Schritt mit „Erstaunen und Sorge“ zur Kenntnis, distanzierten sich von den Positionen der Zeitung und ordneten sie als der Querdenken-Bewegung und der Neuen Rechten nahestehend ein. Die Zeitung publiziert Corona-Verschwörungsmythen, u. a. war in der Ausgabe zum dreijährigen Bestehen zu lesen: „Im März 2020 erklärten die Regierungen der Welt der Menschheit den Krieg“. Die LMU ließ den bayerischen Verfassungsschutz prüfen, ob es eine beamtenrechtliche Handhabe gegen Meyens Mitherausgeberschaft der Zeitung gebe. Der bayrische Wissenschaftsminister Markus Blume hatte angemahnt, dass die Freiheit der Lehre nicht von der Treue zur Verfassung entbinde. Infolge der Untersuchungen seiner Tätigkeit durch die Landesanwaltschaft sollen Meyen im Rahmen einer Disziplinarverfügung sein Gehalt zeitweise um zehn Prozent gekürzt werden.

## Mitgliedschaften und Funktionen
- Co-Sprecher des bayerischen Forschungsverbundes Fit for Change[32]
- Initiator und 2018 bis 2020 Co-Sprecher des bayerischen Forschungsverbundes Zukunft der Demokratie[33]
- Sprecher des BMBF-Forschungsverbundes Das mediale Erbe der DDR[34]

## Veröffentlichungen
- Leipzigs bürgerliche Presse in der Weimarer Republik. Wechselbeziehungen zwischen gesellschaftlichem Wandel und Zeitungsentwicklung (= Hochschulschriften des Rosa-Luxemburg-Vereins). Rosa-Luxemburg-Verein, Leipzig 1996, ISBN 3-929994-58-5 (zugleich Dissertation, Universität Leipzig 1995).
- Mediennutzung. Mediaforschung, Medienfunktionen, Nutzungsmuster. UVK (= UTB Nr. 17), Konstanz, 2001. ISBN 978-3-8252-2621-3
  - Erweiterte und vollständig überarbeitete Neuauflage. UVK (= UTB Nr. 2621), Konstanz, 2004. ISBN 978-3-8252-2621-3
- mit Maria Löblich: Klassiker der Kommunikationswissenschaft. Fach- und Theoriegeschichte in Deutschland. UVK Verlag, Konstanz 2006. ISBN 3-89669-456-1
- mit Maria Löblich, Senta Pfaff-Rüdiger und Claudia Riesmeyer: Qualitative Forschung in der Kommunikationswissenschaft. Eine praxisorientierte Einführung. Wiesbaden, VS Verlag für Sozialwissenschaften 2011 (= Reihe: Studienbücher zur Kommunikations- und Medienwissenschaft). ISBN 978-3-531-17380-1, zuletzt als 2. überarbeitete Auflage 2019. ISBN 978-3-658-23529-1
- „Wir haben freier gelebt“: Die DDR im kollektiven Gedächtnis der Deutschen (Kultur- und Medientheorie). Transcript-Taschenbuch, Bielefeld 2013. ISBN 978-3-8376-2370-3
- mit Anke Fiedler: Wer jung ist, liest die Junge Welt. Die Geschichte der auflagenstärksten DDR-Zeitung. Ch. Links Verlag, Berlin 2013. ISBN 978-3-86153-749-6
- Breaking News: Die Welt im Ausnahmezustand: Wie uns die Medien regieren. Westend, Frankfurt 2018. ISBN 978-3-86489-206-6
- mit Kerem Schamberger: Die Kurden: Ein Volk zwischen Unterdrückung und Rebellion. Westend, Frankfurt 2018. ISBN 978-3-86489-207-3.
- Das Erbe sind wir. Warum die DDR-Journalistik zu früh beerdigt wurde. Meine Geschichte. Herbert von Halem Verlag, Köln 2020. ISBN 978-3-86962-571-3[35]
- mit Alexis von Mirbach: Das Elend der Medien. Schlechte Nachrichten für den Journalismus. Herbert von Halem Verlag, 2021. ISBN 978-3-86962-591-1
- Die Propaganda-Matrix: Der Kampf für freie Medien entscheidet über unsere Zukunft. Rubikon, 2021. ISBN 978-3-96789-020-4
- Wie ich meine Uni verlor: Dreißig Jahre Bildungskrieg: Bilanz eines Ostdeutschen. edition ost, Berlin 2023, ISBN 978-3-89793-377-4
- Cancel Culture: Wie Propaganda und Zensur Demokratie und Gesellschaft zerstören. Verlag Hintergrund, Berlin 2024, ISBN 978-3-910568-07-5
- Der dressierte Nachwuchs: Was ist mit der Jugend los? Verlag Hintergrund, Berlin 2024, ISBN 978-3-910568-13-6

## Preise und Auszeichnungen
- Top Paper Award der Communication History Division der ICA 2010 für Michael Meyens und Anke Fiedlers The Totalitarian Destruction of the Public Sphere? Newspapers and Structures of Public Communication in the German Democratic Republic (GDR), auf der 60. Jahreskonferenz der ICA in Singapur.
- Top Paper Award der Communication History Division der ICA 2015 für Michael Meyens und Anke Fiedlers Letters to the Editor and the Public Sphere in the GDR, auf der 65. Jahreskonferenz der ICA in San Juan.